# Ocreatus
Ocreatus es un género de aves apodiformes de la familia Trochilidae —los colibríes— que agrupa a tres especies nativas de América del Sur, donde se distribuyen principalmente a lo largo de la cordillera de los Andes, desde el norte de Venezuela hasta el centro de Bolivia. El género era monotípico hasta la separación de la única especie (O. underwoodii) en tres. A sus miembros se les conoce por el nombre común de colibríes de raquetas.

## Características
Los colibríes de este género presentan fuerte dimorfismo sexual, los machos miden alrededor de 12 cm de longitud y las hembras 7,5 cm. De color verde-bronceado, los machos con un babero verde-esmeralda resplandeciente y notables «calzas» blancas a leonadas, con una larga cola con rectrices laterales de ápice en forma de raqueta; las hembras tienen las partes inferiores blancas manchadas de verde y la cola es corta, sin raquetas y con puntas blancas. Habitan en selvas montanas tropicales a templadas, bosques nubosos, bosques pigmeos, quebradas con vegetación densa y húmeda, cafetales, sus bordes, arbustales y matorrales.

## Taxonomía
El género Ocreatus fue propuesto por el ornitólogo británico John Gould en 1846; la especie tipo subsecuentemente designada fue Trochilus addae, actualmente Ocreatus addae.

### Etimología
El nombre genérico masculino «Ocreatus» en latín significa ‘de botas’.

### Actualidades taxonómicas
El presente género era monotípico hasta que los estudios comprobaron que las diferencias morfológicas y comportamentales justificaban la división de O. underwoodii, hasta entonces la única especie plena reconocida, hasta en cuatro especies separadas (O. underwoodii, O. peruanus, O. addae y O. annae). Las principales clasificaciones reconocieron la separación en tres especies, manteniendo O. annae como subespecie de O. addae. Sin embargo, el Comité de Clasificación de Sudamérica (SACC) rechazó la separación en la Propuesta No 989 principalmente debido a la falta de análisis vocales y genéticos que la justifiquen.

## Lista de especies
Según las clasificaciones del Congreso Ornitológico Internacional (IOC) y Clements Checklist, el género agrupa a las siguientes especies con el respectivo nombre popular de acuerdo con la Sociedad Española de Ornitología (SEO), u otro cuando referenciado
| Imagen | Nombre científico    | Autor            | Nombre común                  | Estado de conservación | Distribución |
| ------ | -------------------- | ---------------- | ----------------------------- | ---------------------- | ------------ |
|        | Ocreatus underwoodii | (Lesson, 1832)   | colibrí de raquetas           | LC                     |              |
|        | Ocreatus peruanus    | (Gould, 1849)    | colibrí de raquetas peruano   | NE                     |              |
|        | Ocreatus addae       | (Bourcier, 1846) | colibrí de raquetas boliviano | NE                     |              |